# Eerste Jan van der Heijdenstraat
De Eerste Jan van der Heijdenstraat is een straat in Amsterdam-Zuid, De Pijp. De straat loopt van west naar oost vanaf de Boerenwetering/Ruysdaelkade naar de Ferdinand Bolstraat en vervolgens verder naar het Sarphatipark.  
De Eerste Jan van der Heijdenstraat ontstond toen de oorspronkelijke Jan van der Heijdenstraat in tweeën geknipt werd door de aanleg van het Sarphatipark. Ten westen van het park kreeg het de aanduiding Eerste, ten oosten Tweede Jan van der Heijdenstraat. De straat heeft de gangbare kenmerken van straten in De Pijp, lang en smal. Zoals ook wel vaker in De Pijp waren in deze straat meerdere scholen gevestigd. De Oscar Carré School, vernoemd naar Oscar Carré, zit op nummers 161-163 en is een van de weinige scholen in De Pijp van weleer die nog als zodanig in gebruik is. De straat is aan het eind van de 20e eeuw grondig gerenoveerd. Op sommige plekken was renovatie niet meer mogelijk en werd in fases nieuwbouw gepleegd mede op initiatief van Jan Schaefer. De wijk bevond zich destijds in verpauperde toestand.
De bebouwing bestaat uit woonhuizen met soms op de begane grond bedrijfsruimten. De langere nummering van de oneven kant van de straat vertoont veel omissies. Zo begint de straat met huisnummer 27 en ontbreken de nummer 51 tot en met 75. Aan de even kant ontbreken nummers 12 en 14. 
De straat kreeg haar naam van schilder/uitvinder Jan van der Heyden. 
De Oscar Carréschool liet voor haar 25-jarig jubileum in 2021 een mozaïek plaatsen van Fabrice Hünd.  